# 若頭
若頭（わかがしら）は、組織・団体における役職の一つである。一般的に暴力団社会における、親子の擬制的血縁関係の上で成り立つ子分の筆頭に相当する役職名として知られる。

## 暴力団組織
口頭では「カシラ」と言う事が多い。
若頭は一般的に、組織上では組長に次ぐ地位として格別の権限を有する。また、次期組長の最有力候補と看做される場合が多い。かつては代貸という呼称がこの地位に対して用いられる事が多かったが、現在ではあまり見られない。
義理事での親分（組長）の名代、他組織との外交、抗争事件の陣頭指揮等を行うため、その職務は激務と言われている。そのため、最終決定権は親分にありつつも、組織の実権をほぼ手中にし舵取りをしているのは若頭であると言っても過言ではない。とりわけ全国最大の暴力団である山口組の若頭人事は組織内外への影響力が大きいため、注目されやすい。
このように重要な職務であるため、補佐官として若頭補佐を置く組織も多く、一般的には数名程度任命される。
なお、「若頭」の呼称はもともと関西独自のものであるため、的屋系や関東の組織では若頭に相当する地位に「理事長」や「幹事長」の役職を置く所もある。現在、関東二十日会に所属する組織に若頭の役職はないが、二次団体以降になると使用される組織も多く存在する。

## その他の組織
地方によっては若衆宿のリーダーを若頭という場合もある。なお、日本相撲協会にも若者頭（わかいものがしら）という役職があるが、これは年寄になれなかった元力士が相撲協会の業務に於いて、親方衆の業務をアシストする、いわば補助員のような役目をするものである。
岸和田だんじり祭の場合は、町会の連合で運営されている組織の中の、青年団・組のとりまとめ役を若頭と呼ぶ。曳行中はだんじりの前後につき、事故防止等に努める。また、旧市祭礼22町の若頭から選抜されたメンバーによって岸和田市連合若頭連絡協議会（略して「若連」）を結成し、祭の警備を行う。